# Gunnebo
Gunnebo è una località della Svezia situata nel Comune di Västervik, conta 989 abitanti e si trova nella contea di Kalmar.